# Galaxie lenticulaire

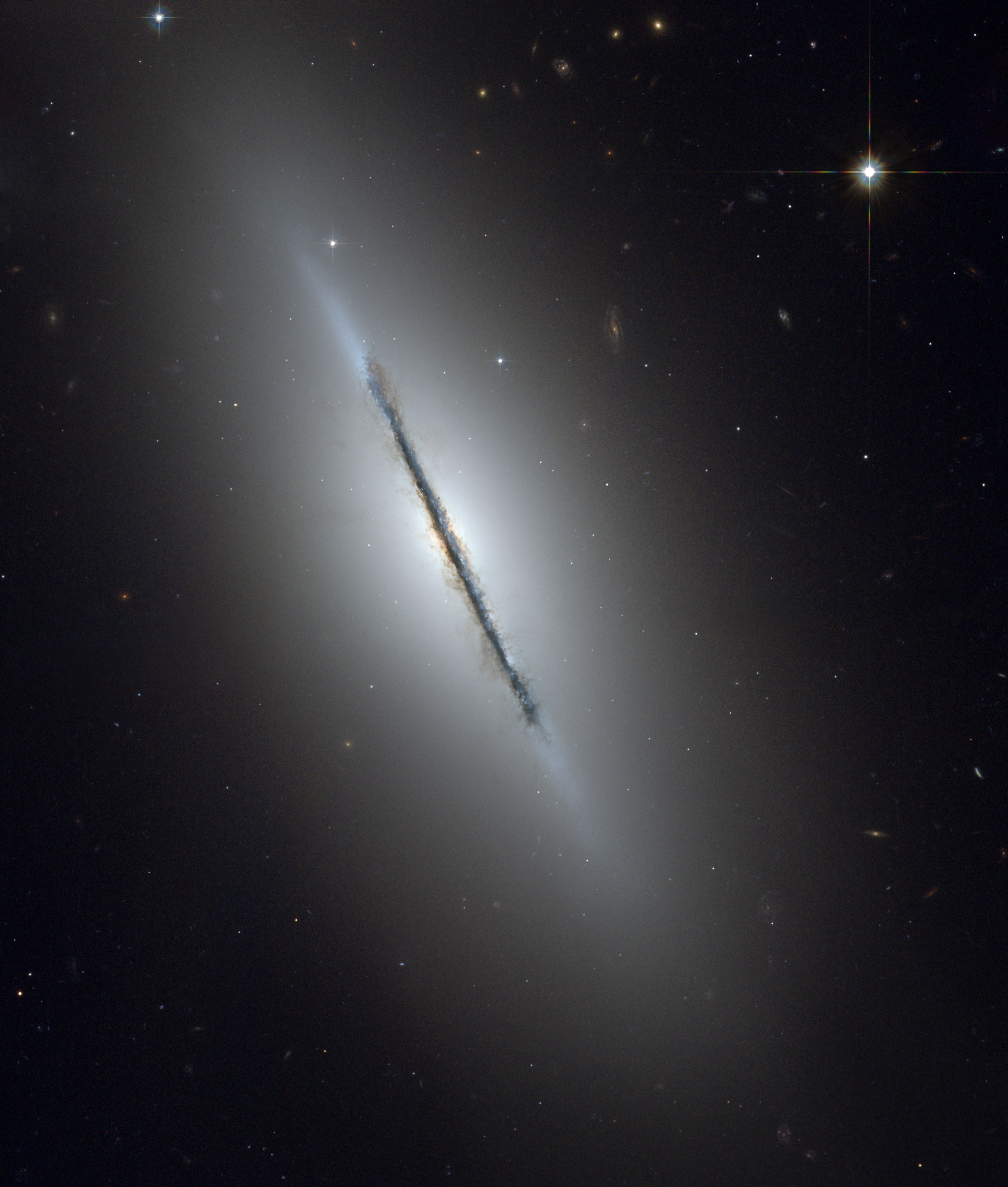
La galaxie du Fuseau, une galaxie lenticulaire dans la constellation du Dragon. Cette image montre qu'une galaxie lenticulaire peut avoir conservé une quantité importante de poussière dans son disque. Elles contiennent peu ou pas de gaz, et sont donc considérées comme pauvres en matière interstellaire.

Les galaxies lenticulaires (S0 ou SB0) sont des galaxies à disque sans bras spiraux bien définis. Elles représentent la transition entre une galaxie elliptique et une galaxie spirale dans la séquence de Hubble. Formellement, elles ressemblent à des galaxies spirales dénuées de bras spiraux bien qu'elles possèdent un bulbe galactique d'une taille beaucoup plus importante que celui d'une galaxie spirale standard.
Les galaxies lenticulaires ont perdu ou transformé la majorité de leur matière interstellaire, si bien qu'on n'y observe que très peu de formation d'étoiles, alors même qu'elles peuvent contenir une grande quantité de poussière.

## Structure et morphologie
À bien des égards, la composition des galaxies lenticulaires se rapproche plus de celle des galaxies elliptiques que des galaxies spirales. Par exemple, elles sont constituées d'étoiles en majorité âgées de plus d'un milliard d'années. Elles contiennent également plus d'amas globulaires que les galaxies spirales de masse et luminosité comparables.
Contrairement aux types de galaxies plus communs, les galaxies lenticulaires possèdent à la fois un disque central visible et un bulbe galactique central proéminent. Les galaxies lenticulaires sont souvent considérées comme la transition entre une galaxie spirale et une galaxie elliptique, raison pour laquelle leurs bras spiraux semblent inexistants et leurs bulbes si apparents. Tout comme les galaxies spirales et elliptiques, une galaxie lenticulaire peut comporter une bande d'étoiles traversant son centre. On parle dans ce cas d'une galaxie lenticulaire barrée (en). Cependant, les propriétés propres aux bandes étoilées dans les galaxies lenticulaires n'ont pas fait l'objet de beaucoup de recherches. La compréhension de ces propriétés ainsi que de leur mécanisme de formation aiderait à clarifier l'histoire de l'évolution des galaxies lenticulaires.

## Formation

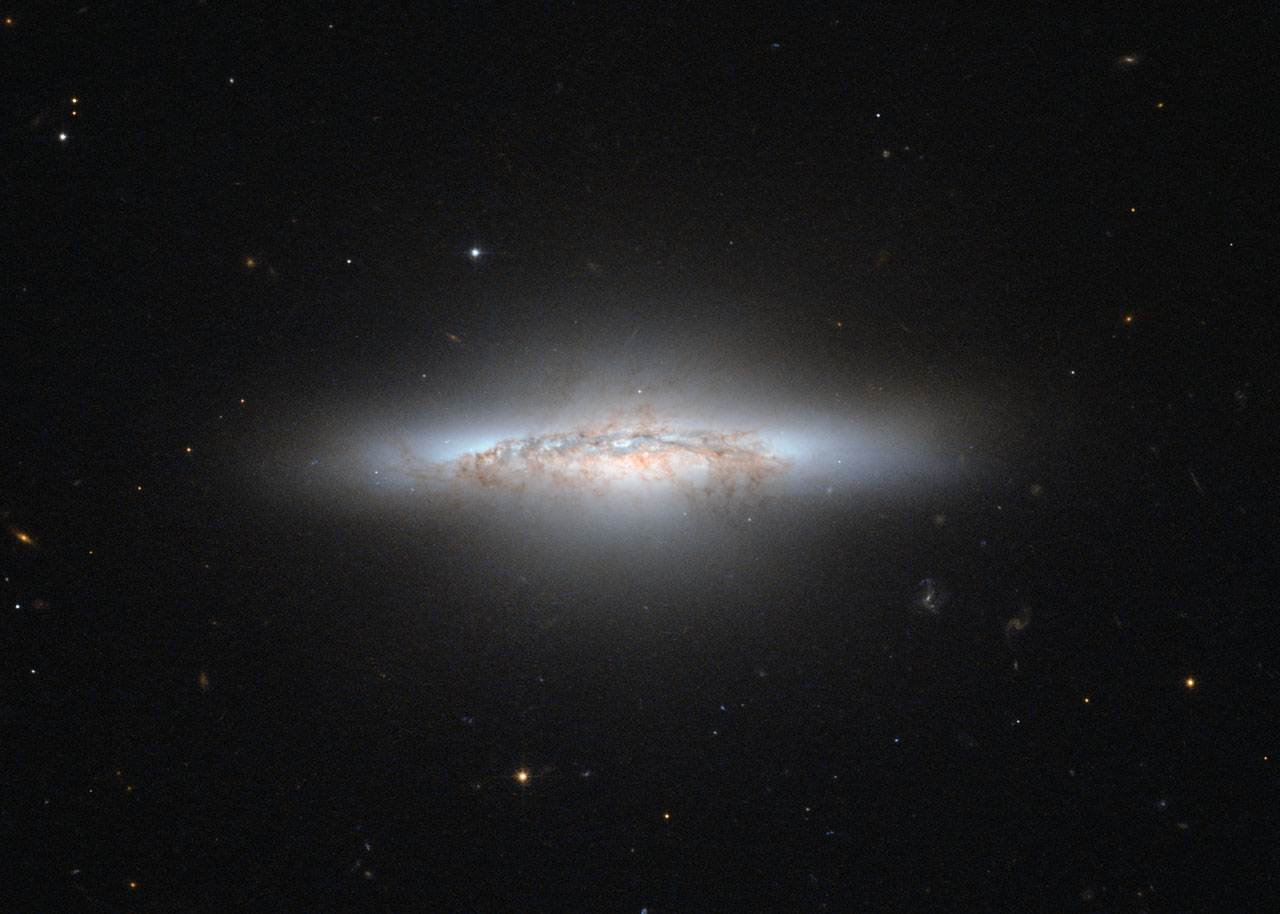
NGC 5010, galaxie lenticulaire en transition.

Il existe deux grandes hypothèses quant à la formation des galaxies lenticulaires.
Dans un premier cas, leur forme en disque, l'absence de gaz, la présence de poussière, le manque de formation stellaire récente et la rotation de ces galaxies sont tous des attributs que l'on pourrait attendre d'une galaxie spirale qui aurait épuisé à peu près tout son gaz dans la formation d'étoiles. L'observation de galaxies anémiques renforce cette hypothèse. Si le motif en spirale continue à se dissiper dans ces dernières, la galaxie en résultant serait semblable à une galaxie lenticulaire.
Cependant, la luminosité supérieure des galaxies lenticulaires par rapport aux galaxies spirales laisse plutôt croire qu'elles pourraient résulter d'une fusion galactique, laquelle augmente la masse totale stellaire et donne à la galaxie nouvellement formée sa forme discoïdale exempte de bras spiraux.

## Liste de galaxies lenticulaires
- La Roue du Chariot, une galaxie lenticulaire située à 500 millions d'années-lumière de la constellation du Sculpteur.
- IC 1101, une galaxie lenticulaire située dans l'amas de galaxies Abell 2029.
- NGC 2723, une galaxie lenticulaire située dans la constellation de l'Hydre.
- NGC 2787, une galaxie lenticulaire barrée.
- NGC 5866 (La galaxie du Fuseau), une galaxie lenticulaire située dans la constellation du Dragon.
- NGC 5010, galaxie lenticulaire en transition située à 140 millions d'années-lumière de la constellation de la Vierge.